# Jonny Nilsson
Erling Martin Jonny Nilsson (9. února 1943 Göteborg – 22. června 2022) byl švédský rychlobruslař.
V roce 1962 se poprvé představil na mezinárodní scéně, tehdy startoval na Mistrovství Evropy (15. místo) i Mistrovství světa (10. místo). Již o rok později byl na evropském šampionátu sedmý, ještě lepšího výsledku dosáhl na světovém šampionátu, který vyhrál. Startoval na Zimních olympijských hrách 1964, kde zvítězil v závodě na 10 000 m a na poloviční trati dobruslil jako šestý. V roce 1965 skončil čtvrtý na Mistrovství světa, o rok později dosáhl téže příčky na Mistrovství Evropy. Roku 1966 také získal bronzovou medaili na světovém šampionátu, v dalších dvou letech se však na šampionátech umisťoval až ve druhé desítce. Zúčastnil se zimní olympiády 1968, kde se umístil na sedmém (5000 m) a šestém (10 000 m) místě. Po sezóně 1967/1968 končil sportovní kariéru.
V roce 1962 obdržel cenu Oscara Mathisena.